# Mormo venata
Mormo venata là một loài bướm đêm trong họ Noctuidae.